# Брачевци
Брачевци су насељено место у општини Дрење, у средишњој Славонији, Република Хрватска.

## Историја
До нове територијалне организације у Хрватској, насеље се налазило у саставу бивше општине Ђаково.

## Становништво
На попису становништва 2011. године, Брачевци су имали 209 становника.
| Националност       | 1991.        | 1981.        | 1971.        | 1961.        |
| Хрвати             | 138 (49,81%) | 145 (38,56%) | 209 (39,28%) | 303 (45,02%) |
| Срби               | 121 (43,68%) | 158 (42,02%) | 276 (51,87%) | 320 (47,54%) |
| Југословени        | 14 (5,05%)   | 56 (14,89%)  | 5 (0,93%)    | 0            |
| остали и непознато | 4 (1,44%)    | 17 (4,52%)   | 42 (7,89%)   | 50 (7,42%)   |
| Укупно             | 277          | 376          | 532          | 673          |

## Попис1991.
На попису становништва 1991. године, насељено место Брачевци је имало 277 становника, следећег националног састава:
| Попис 1991.‍  | Попис 1991.‍  | Попис 1991.‍ | Попис 1991.‍ | Попис 1991.‍ |
| ------------ | ------------ | ----------- | ----------- | ----------- |
|              |              |             |             |             |
| Хрвати       | Хрвати       |             | 138         | 49,81%      |
| Срби         | Срби         |             | 121         | 43,68%      |
| Југословени  | Југословени  |             | 14          | 5,05%       |
| Словаци      | Словаци      |             | 2           | 0,72%       |
| неопредељени | неопредељени |             | 2           | 0,72%       |
| укупно: 277  |              |             |             |             |